# Augustin Hacquard
Augustin Prosper Hacquard , né le 18 septembre 1860 à Albestroff en Lorraine et mort le 4 avril 1901 sur les rives du Niger, est un missionnaire français qui fut explorateur et vicaire apostolique au Soudan français.

## Biographie
Augustin Hacquard est né à Albestroff, village de la Moselle plattophone en 1860. En 1870, la France déclare la guerre à la Prusse. Le traité de Francfort du 10 mai 1871  consacrant la défaite de la France a entre autres pour conséquence l'annexion d'une partie de la Lorraine au nouvel Empire allemand, le village d'Albestroff devient allemand. Cependant Augustin Hacquard poursuit ses études en France et reste Français.
En effet, ses parents l'envoient étudier au petit séminaire de Pont-à-Mousson. En 1877, il entre au grand séminaire de Nancy. Il décide de demander en juin 1878 son admission chez les Pères blancs fondés récemment par Mgr Lavigerie, évêque d'Alger, mais il est encore mineur et ses parents refusent. Il part faire une retraite à la chartreuse de Bosserville. Finalement, il embarque en septembre suivant à Marseille pour entreprendre son noviciat à Maison-Carrée près d'Alger. Il est enseignant entre 1881 et 1883 au collège de Carthage. Il est ordonné prêtre le 8 septembre 1884 et nommé ensuite professeur au petit séminaire de Saint-Eugène à Alger, puis préfet des études, tout en préparant ses examens d'histoire de la faculté d'Aix-en-Provence et un doctorat sur l'Afrique chrétienne antique.
Il participe à la fanfare qui joue La Marseillaise au fameux toast d'Alger du 12 novembre 1890, marquant ainsi le début de la réconciliation de l'Église de France avec le régime républicain. Il écrit à ce sujet à sa sœur : « J'ai joué cette terrible Marseillaise ! Je ne trouvais pas cela si scandaleux. »
Augustin Hacquard est nommé en 1891 à Biskra, comme nouveau supérieur des Frères armés du Sahara, institut militaire et religieux formé par le cardinal Lavigerie pour lutter contre les razzias esclavagistes et fonder des postes pour recueillir les réfugiés de ces razzias. Cet institut ne « décolle » pas et le Père Hacquard est envoyé fonder avec six confrères un nouveau poste à Ouargla. Après sa retraite de trente jours à Maison-Carrée, le Père Hacquard part en France préparer une mission d'exploration en pays touareg (il parle couramment arabe et un peu le tamasheq) qui s'effectue de janvier à avril 1894, puis il retourne en France. 

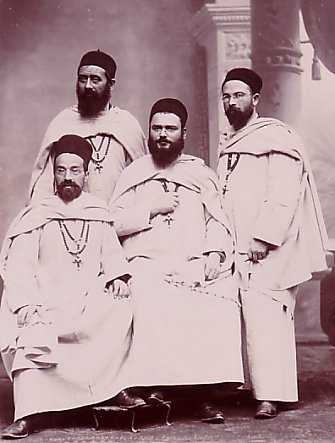
En partance pour le Soudan. Augustin Hacquard est assis au milieu.

Il est envoyé par ses supérieurs au Soudan français (Mali actuel) par Marseille le 25 décembre 1894 avec le consentement du ministère des Colonies et de Rome, en compagnie des PP. Dupuis, Éveillard et Ficheux, en tant que supérieur du groupe. Il arrive après un long voyage au poste de Ségou le 1er avril 1895. Il y fonde le village Liberté avec quatre-vingts esclaves que les militaires avaient libérés d'une caravane. Ensuite il part pour Tombouctou, où avaient été massacrés les premiers Pères blancs. 
En 1896, il participe à l'expédition Hourst qui établit la carte hydrographique du fleuve Niger, ce qui rencontre un grand écho en France, mais aussi des jalousies.

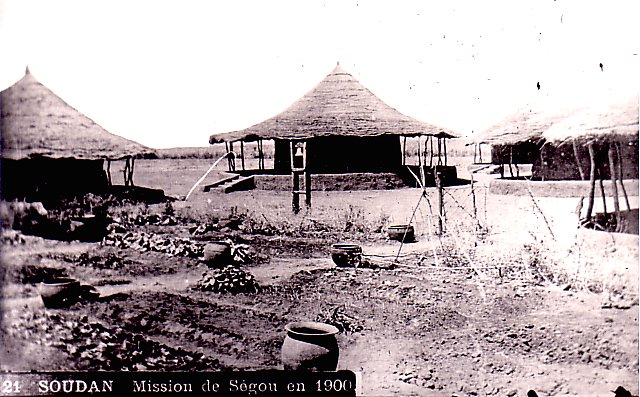
Le poste de Ségou en 1900.

Par la suite, il passe onze mois en France métropolitaine et en Algérie pour des tournées de conférences et de levées de fonds, tout en assurant l'aumônerie d'un couvent de religieuses de Notre-Dame-de-Sion. Il part de Marseille le 25 octobre 1897 avec quatorze missionnaires et sœurs blanches et arrive via Dakar à Ségou le 1er janvier 1898. Il y accueillera notamment un jeune esclave évadé considéré aujourd'hui comme un des pères du catholicisme africain Alfred Ki-Zerbo. 
Nommé vicaire apostolique du Sahara-Soudan et évêque titulaire de Rusicade (de) le 19 janvier 1898, il est consacré à Paris à la chapelle des Dames de Sion le 28 août 1898 par le cardinal Richard,, archevêque de Paris, puis se rend à Rome en audience auprès du pape et du cardinal préfet de la Propaganda Fide. Il est de retour à Ségou le 10 janvier 1899. Il visite son immense vicariat, explorant le royaume des Mossi, le Gourma et le Haut-Dahomey. C'est l'un des premiers Occidentaux à pénétrer en Haute-Volta (actuel Burkina Faso).
Il meurt accidentellement le jeudi saint 4 avril 1901, au cours d'une baignade dans le Niger à Ségou.
Augustin Hacquard laisse plusieurs publications et articles à propos de ses explorations, notamment au royaume des Mossi.

## Distinctions
- Chevalier de la Légion d'honneur (24 avril 1897[10])

## Œuvres
- Augustin-Prosper Hacquard, Monographie de Tombouctou, Paris, Société des études coloniales et maritimes, 1900, 119 p. (lire en ligne)